# Яковлев, Евгений Николаевич (лётчик)
Евге́ний Никола́евич Я́ковлев (25 декабря 1919 — 14 мая 1971) — советский военный лётчик, Герой Советского Союза (1945), участник Великой Отечественной войны в должности командира эскадрильи 19-го гвардейского бомбардировочного авиационного полка 2-й гвардейской бомбардировочной авиационной дивизии 2-го гвардейского бомбардировочного авиационного корпуса 18-й воздушной армии.

## Биография
Родился 25 декабря 1919 года в посёлке Бологое, ныне город Тверской области. Русский. Член ВКП(б)/КПСС с 1944 года. В 1937 году окончил среднюю школу.
В 1939 году призван в ряды Красной Армии. В 1940 году окончил Балашовскую военную авиационную школу пилотов. В боях Великой Отечественной войны с июля 1941 года.
К апрелю 1945 года командир эскадрильи 19-го гвардейского бомбардировочного авиационного полка гвардии майор Е. Н. Яковлев совершил 264 боевых вылета (из них 245 — ночью) на бомбардировку военных объектов в глубоком тылу противника.
Указом Президиума Верховного Совета СССР от 18 августа 1945 года за образцовое выполнение боевых заданий командования по уничтожению живой силы и техники противника и проявленные при этом мужество и героизм гвардии майору Евгению Николаевичу Яковлеву присвоено звание Героя Советского Союза с вручением ордена Ленина и медали «Золотая Звезда» (№ 8028).
После окончания Великой Отечественной войны продолжал службу в Военно-воздушных силах СССР. В 1952 году окончил Высшую офицерскую лётно-тактическую школу. С 1958 года подполковник Е. Н. Яковлев — в запасе. Жил в городе Тарту Эстонской ССР. Работал на заводе мастером ОТК. Скончался 14 мая 1971 года.

## Награды
- Медаль «Золотая Звезда» Героя Советского Союза (18.08.1945; № 8028);
- два ордена Ленина;
- три ордена Красного Знамени;
- орден Александра Невского;
- два ордена Красной Звезды;
- медали.